# Лёбихау
Лёбихау (нем. Löbichau) — община в Германии, в земле Тюрингия.
Входит в состав района Альтенбург. Подчиняется управлению Оберес Шпроттенталь. Население составляет 1084 человека (на 31 декабря 2010 года). Занимает площадь 16,70 км².
Община подразделяется на 8 сельских округов.
В конце XVIII века принадлежал Доротее, герцогине Курляндской.

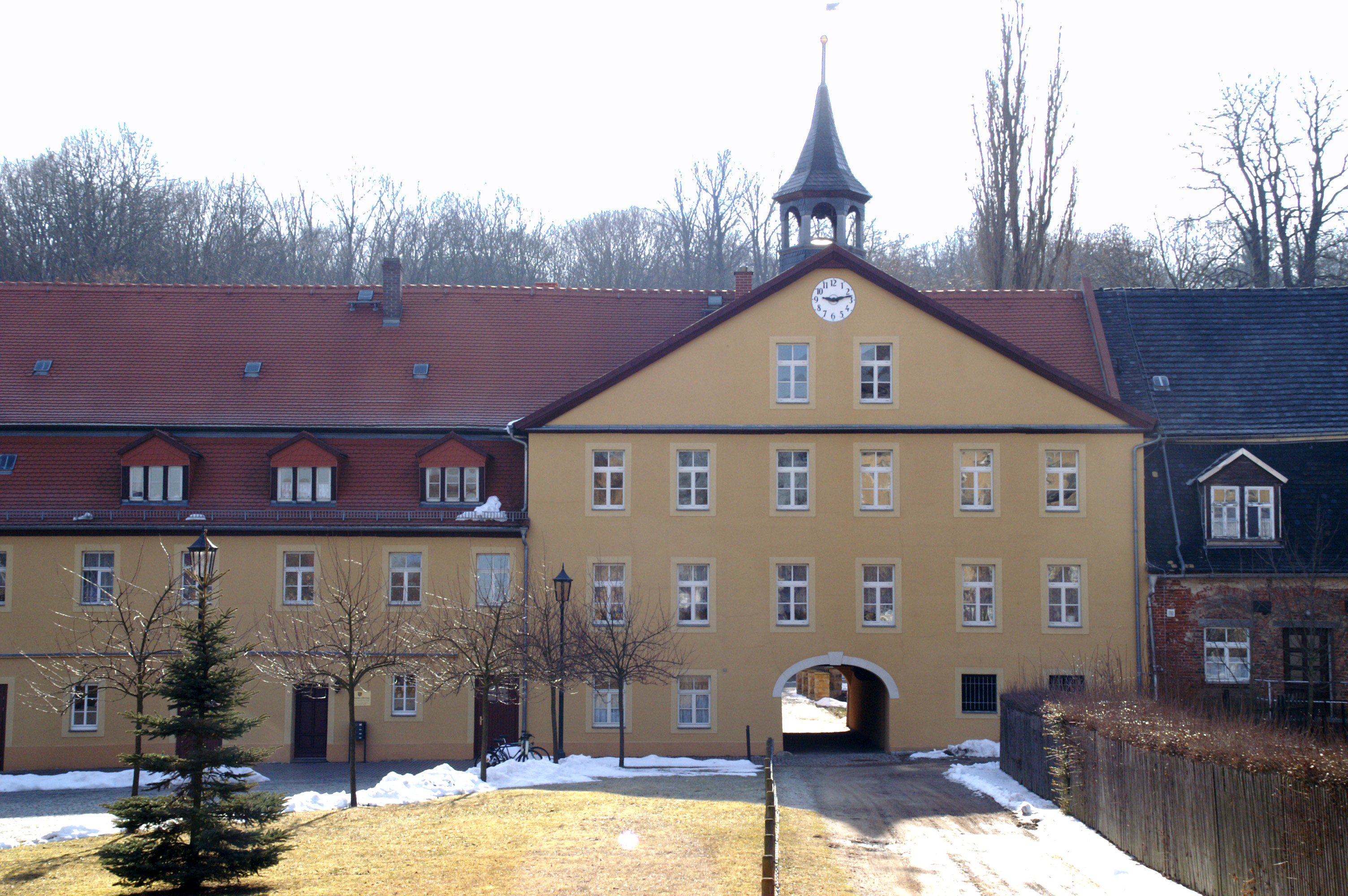

## Население
| Год  | Численность | Численность |
| ---- | ----------- | ----------- |
| 2017 | 953         | [ 1 ]       |
| 2019 | 960         | [ 4 ]       |
| 2021 | 944         | [ 5 ]       |
| 2022 | 978         | [ 6 ]       |
| 2023 | 957         | [ 2 ]       |